# Dictionnaire historique des rues de Paris
Das Historische Wörterbuch der Straßen von Paris (französisch Dictionnaire historique des rues de Paris) ist das Ergebnis langjähriger Arbeit des Pariser Fachhistorikers Jacques Hillairet. Er listet die Geschichte von 5.334 Straßen der Stadt in zwei Bänden und 2.343 Abbildungen auf und stellt kurz ihre Geschichte dar.

## Ausgaben
Das Werk erschien 1960 zum ersten Mal bei Les Éditions de Minuit und wird seit 1963 regelmäßig überarbeitet und neu aufgelegt. Seit dem Tod des Autors (1984) wird es regelmäßig von Pascal Payen-Appenzeller überarbeitet.

## Anerkennung
Dieses Wörterbuch hat den Grand Prix Histoire der Académie française bekommen.